# Таларурус
Таларурус, или таларур (лат. Talarurus, от др.-греч. τάλᾰρος — корзина, плетёнка и οὐρά — хвост животного) — род растительноядных панцирных динозавров инфраотряда анкилозавры, живших во времена позднемеловой эпохи (сеноманский — туронский века, 100,5—89,8 млн лет назад) на территории нынешней пустыни Гоби (Монголия). Представлен единственным видом — Talarurus plicatospineus. Название получил из-за своеобразного строения хвоста, окостеневшие сухожилия которого переплетены в жёсткую конструкцию, напоминающую плётку.

## Описание

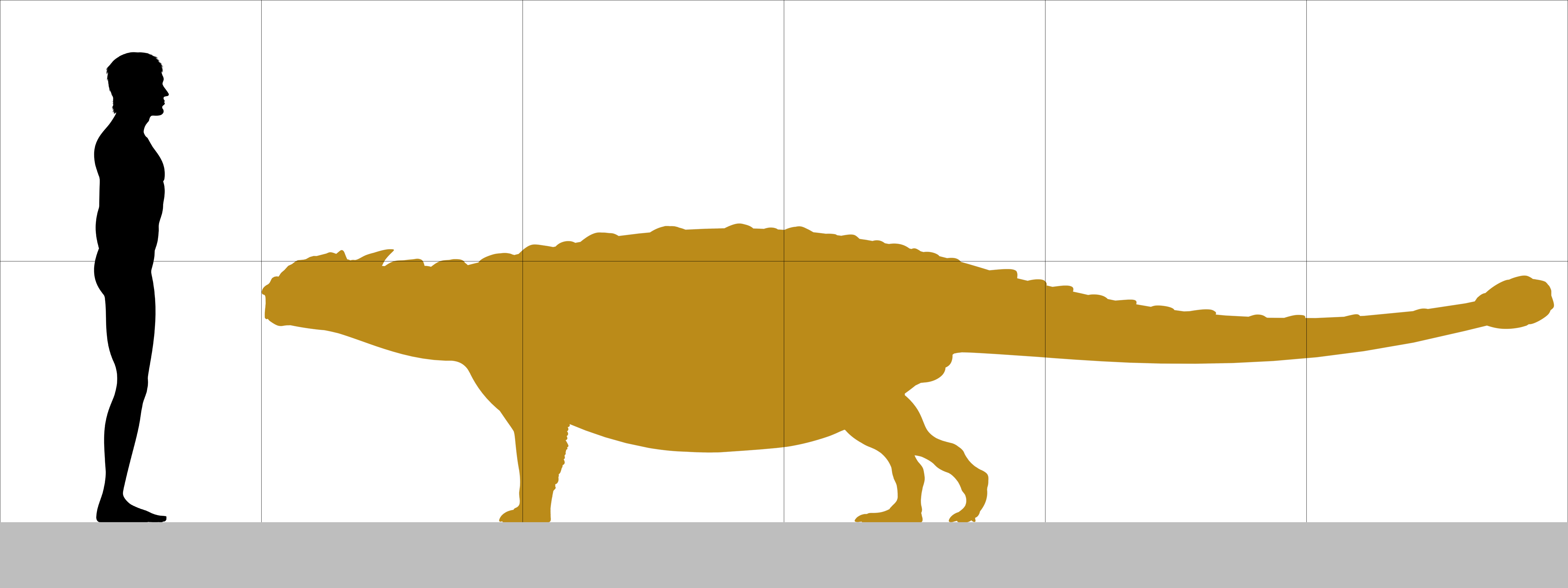
Сравнительный размер

Таларурус — анкилозавр среднего размера, внешне напоминавший современных броненосцев. Взрослые особи достигали в длину 5—6 метров. На спине сплошной тяжёлый панцирь. Толщина костных пластин достигала 5 см. Обладал широким коренастым туловищем, передвигался исключительно на четырёх коротких массивных конечностях, пальцы которых оканчивались копытцеобразными когтями. Простая зубная система говорит о питании мягкой растительностью. Не исключено, что могли также питаться плодовыми телами и маленькими беспозвоночными. Вероятно, вели малоподвижный образ жизни.
Череп ниже и уже, чем у североамериканских анкилозавров. Голова обладала высокой степенью окостенения. Плоское, широкое тело этого животного было надёжно защищено от нападения хищников спинным панцирем из костных щитков с шипами разных размеров. Эти щитки как будто охватывали ящера сверху. Большие и маленькие, они имели формы пирамидок. Поэтому кожа ящера напоминала грубый наждак. Тело заканчивалось огромным хвостом, который венчает большой костный диск в виде «булавы» или «палицы». Как и у многих других видов семейства анкилозаврид, он состоял из остеодерм, сросшихся с хвостовыми позвонками, поддерживался и укреплялся окостеневшими сухожилиями.

## История изучения
Ископаемые остатки таларуруса были найдены в 1948 году Палеонтологической экспедицией АН СССР под руководством Ефремова И. А. в местонахождении Баин-Ширэ (пустыня Гоби, Монголия), в результате чего время обитания животного стали называть баинширэинским. Известно два экземпляра таларуруса. Описан в 1952 году советским палеонтологом Евгением Александровичем Малеевым.
В 2020 году описаны три новых дополнительных образца черепа Talarurus plicatospineus, которые также были извлечены из местонахождения Баин-Ширэ.

## Систематика
После описания таларуруса Малеевым, отнёсшим его к семейству Ankylosauridae, некоторые учёные не соглашались с ним. В частности, Фридрих фон Хюне (1959 год) и Альфред Ромер (1966 год) относили таларуруса в семейство Nodosauridae. Однако большинство исследований последних лет (например, статья Виктории М. Арбор и её коллег 2014 года) относят таларуруса к семейству Ankylosauridae. Результат филогенетического анализа 2020 года показал, что таларурус имеет близкое родство с группой более поздних азиатских анкилозаврин (Saichania chulsanensis, Tarchia kielanae и Zaraapelta nomadis).

## Палеоэкология
В местонахождении Баин-Ширэ (Bayan Shireh) вместе с костями таларуруса обнаружены кости других животных. Эти окаменелости, а также специфика пород, в которых они обнаруживаются, дают основу для предположений о том, в каких условиях существовал таларурус. Помимо него из группы анкилозавров известен род Tsagantegia. Обитание двух разных родов анкилозавров на одной и той же территории предполагает возможное разделение пищевых ниш между этими динозаврами.
Также установлено, что он делил свою среду обитания с тероподами среднего размера Erlikosaurus и Segnosaurus, орнитомимозавром Garudimimus, дромеозавридом Achillobator, и возможно Alectrosaurus; мелкими маргиноцефалами Amtocephale и Graciliceratops; гадрозавроидом Gobihadros; завроподом Erketu, который, возможно, был самым крупным растительноядным палеофауны из Баин-Ширэ. Присутствовали и другие таксоны, не относящиеся к динозаврам, в основном полуводные и наземные рептилии, такие как черепахи Lindholmemys, Gobiapalone и "Trionyx"; крокодиломорф Paralligator. Рыбы также известны из данного местонахождения, например остатки костных рыб, а также акулы рода Hybodus. Млекопитающие были чрезвычайно редки.

Таларурус и другие динозавры из местонахождения Баин-Ширэ